# Castelul Teleki din Coltău
Castelul Teleki din Coltău este un ansamblu de monumente istorice aflat pe teritoriul satului Coltău, comuna Coltău. În Repertoriul Arheologic Național, monumentul apare cu codul 108838.01.